# Burg Castelnaud
Die Burg Castelnaud (französisch: Château de Castelnaud) ist eine mittelalterliche Höhenburg in der französischen Gemeinde Castelnaud-la-Chapelle im Périgord Noir. Sie steht am Ufer der Dordogne gegenüber der Burg Beynac und beherbergt ein Museum für mittelalterliche Kriegsmaschinen. Die Burg gilt als meistbesuchte in ganz Südfrankreich.

## Architektur
Die mittelalterliche Bausubstanz der Burg wurde 1966 mit großem Aufwand und mit großer historischer und architektonischer Sorgfalt restauriert. Die Silhouette der Burg wird dominiert vom viereckigen Donjon aus dem 13. Jahrhundert, zentraler Wehr- oder Wohnturm des Burgherrn. In Richtung Nordwesten verläuft die äußere Befestigungslinie und umschließt einen zweiten kleineren Vierecksturm (châtelet) aus dem 15. Jahrhundert. Als Reaktion auf das Aufkommen neuzeitlicher Feuer- und Belagerungswaffen entstand im 15. Jahrhundert auch eine Barbakane, eine Torbefestigung mit eigenem Innenhof zur Verstärkung des eigentlichen Burgtors. Weiter nach Norden führt eine 15 Meter hohe mit Wehrgang und Schießscharten versehene Schildmauer, die den inneren Burghof (französisch: cour intérieur) gegen den Vorhof (französisch: basse cour) abschließt und den Wohnbau aus dem 15. Jahrhundert mit dem Donjon verbindet. Eine Besonderheit von Castelnaud ist der noch um 1520 südlich angefügte Artillerieturm, dessen militärische Nutzung jedoch nie nachgewiesen werden konnte.

## Geschichte
Die erste und historisch sichere Erwähnung findet die Burg Castelnaud 1214, als Simon IV. de Montfort, Anführer des Kreuzzuges gegen die Albigenser, im Auftrag des Papstes Innozenz III. die Burg eroberte und sie in das Eigentum des französischen Königs Philipp II. zurückführte.

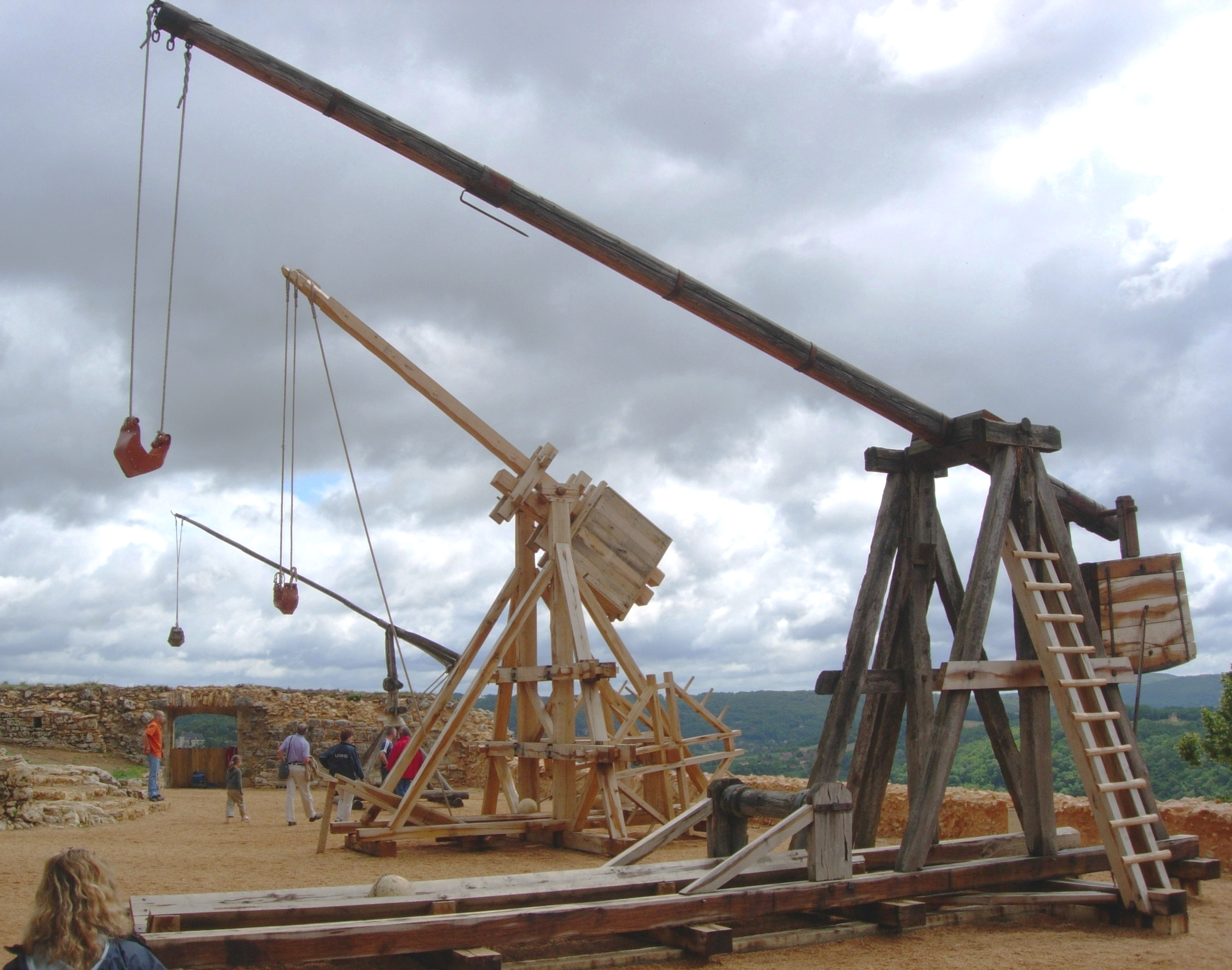
Rekonstruktionen mittelalterlicher Trebuchets auf der Burg

Im Hundertjährigen Krieg galt Castelnaud aufgrund seiner exponierten aber auch gleichzeitig schwer angreifbaren Flusslage als strategisch wichtige Festung und wechselte mehrere Male seinen Besitzer. 1259 war die Anlage Gegenstand des Vertrages von Paris zwischen dem französischen König Ludwig IX. und seinem englischen Rivalen Heinrich III. und ging zusammen mit der Provinz Aquitanien im Tausch gegen die Normandie und Maine sowie andere Lehen in englischen Besitz über. 1442 ordnete der französische König Karl VII. die Belagerung der Burg an, die sich über drei Wochen hinzog und für die Franzosen siegreich endete.
In der Folgezeit machte die Familie Caumont bis zur Französischen Revolution ihren Einfluss über Castelnaud und seine Umgebung geltend. Nach der Errichtung des Renaissanceschlosses Les Milandes durch Francois de Caumont verlor Castelnaud ab 1489 seine militärische Bedeutung und entwickelte sich zur repräsentativen Vergnügungsresidenz im Zentrum der Seigneurie der Caumonts.
Während der Religionskriege von 1562 bis 1598 herrschte einer der bedeutendsten Hugenotten, Geoffroy de Vivans, über Castelnaud. De Vivans stand in direkter Gunst Heinrichs IV. und spielte seine machtvolle Position in der Region erfolgreich aus – Castelnaud war in dieser Zeit keinerlei Angriffen ausgesetzt.
Ende des 16. Jahrhunderts ließ Jacques Nompar de Caumont noch einmal umfangreiche Erweiterungsbauten durchführen, doch Castelnaud verlor zunehmend an Bedeutung.
Mit Beginn der Französischen Revolution 1789, wurde Castelnaud geplündert und angezündet. Das Mauerwerk blieb jedoch bis 1832 erhalten, als man beschloss, die Burg als Steinbruch zu nutzen, um Uferbefestigungen der Dordogne zu errichten.